# Prescottia lojana
Prescottia lojana är en orkidéart som beskrevs av Dodson. Prescottia lojana ingår i släktet Prescottia och familjen orkidéer. Inga underarter finns listade i Catalogue of Life.